# La Mulatière
La Mulatière este o comună în departamentul Rhône din sud-estul Franței. În 2009 avea o populație de 6.496 de locuitori.

## Evoluția populației
| An        | 1975  | 1982  | 1990  | 1999  | 2006  | 2009  |
| --------- | ----- | ----- | ----- | ----- | ----- | ----- |
| Populație | 7.886 | 7.716 | 7.296 | 6.733 | 6.580 | 6.496 |